# Market-Sfide al mercato
Market - Sfide al mercato è stato un programma televisivo del 2014 andato in onda su Rai 1 e condotto dal cantautore toscano Pupo.

## Il programma
Il concetto su cui si basa il programma è il mondo della cucina. In ogni puntata, le telecamere di Rai 1 si spostano in una diversa città e in esse si sfidano due appassionati di cucina fino a quando uno dei due appassionati prepara il piatto più gustoso che assaggerà sia il conduttore televisivo che la gente presente vicino all'attività del programma. Il programma ha avuto soltanto 6 puntate (ogni puntata ha durato 55 minuti) però ha avuto un buon esito per quanto riguarda l'ascolto del pubblico.